# 耶律胡吕
耶律胡吕（？—? ）字苏撒，辽国军人。弘义宫分人。祖先耶律欲稳因辅佐辽太祖有功，为迭烈部夷离堇。父親耶律杨五是左监门卫大将军。

## 个人经历
性格谦虚谨慎，与别人的关系没有亲疏厚薄。遼興宗重熙末年，补任寝殿小底。因善职，非常显要，改任千牛卫大将军。道宗大安年间，北阻卜（鞑靼人）酋长磨鲁斯（又写作磨古斯）叛乱，耶律胡吕为招讨都监，与耶律那也率精骑二千征讨平定，因功被任命为汉人行宫副部署，兼知太和宫事。后退休，加同中书门下平章事。后逝世。

## 延伸阅读
[在维基数据编辑]
 《遼史·卷98》，出自脱脱《遼史》